# Floyd Volker
Floyd William Volker (Kearney, 21 giugno 1921 – Casper, 5 gennaio 1995) è stato un cestista statunitense, professionista nella NBL, nella NBA e nella NPBL.

## Palmarès
- Campione NCAA (1943)